# Ailes féminines des partis politiques au Sénégal
Les ailes féminines au sein des partis politiques sénégalais sont des structures internes dédiées à la participation politique des femmes. Elles ont pour objectif de promouvoir leur implication dans les instances décisionnelles, de former les militantes et de soutenir la parité en politique.

## Historique
Les premières ailes féminines apparaissent dans les années 1960, notamment au sein du Parti socialiste avec des figures comme Arame Diène. Ces structures visaient à inclure les femmes dans l’action politique, alors largement dominée par les hommes.
En 2010, le Sénégal adopte une loi instaurant la parité absolue sur les listes électorales, renforçant ainsi le rôle des ailes féminines dans la préparation et la sélection des candidatures.

## Rôle et missions
Les ailes féminines assurent :
- La formation politique des militantes ;
- La mobilisation lors des campagnes électorales ;
- Le plaidoyer pour la représentation féminine ;
- Le soutien aux candidatures féminines.

Elles servent aussi de tremplin pour les femmes souhaitant intégrer les instances décisionnelles des partis ou briguer des mandats électifs,.

## Exemples notables
Plusieurs partis disposent de sections féminines structurées :
- L’Union des femmes socialistes au sein du Parti socialiste (Sénégal),
- Le Mouvement national des femmes de l’APR,
- La Cellule des femmes républicaines du PDS.

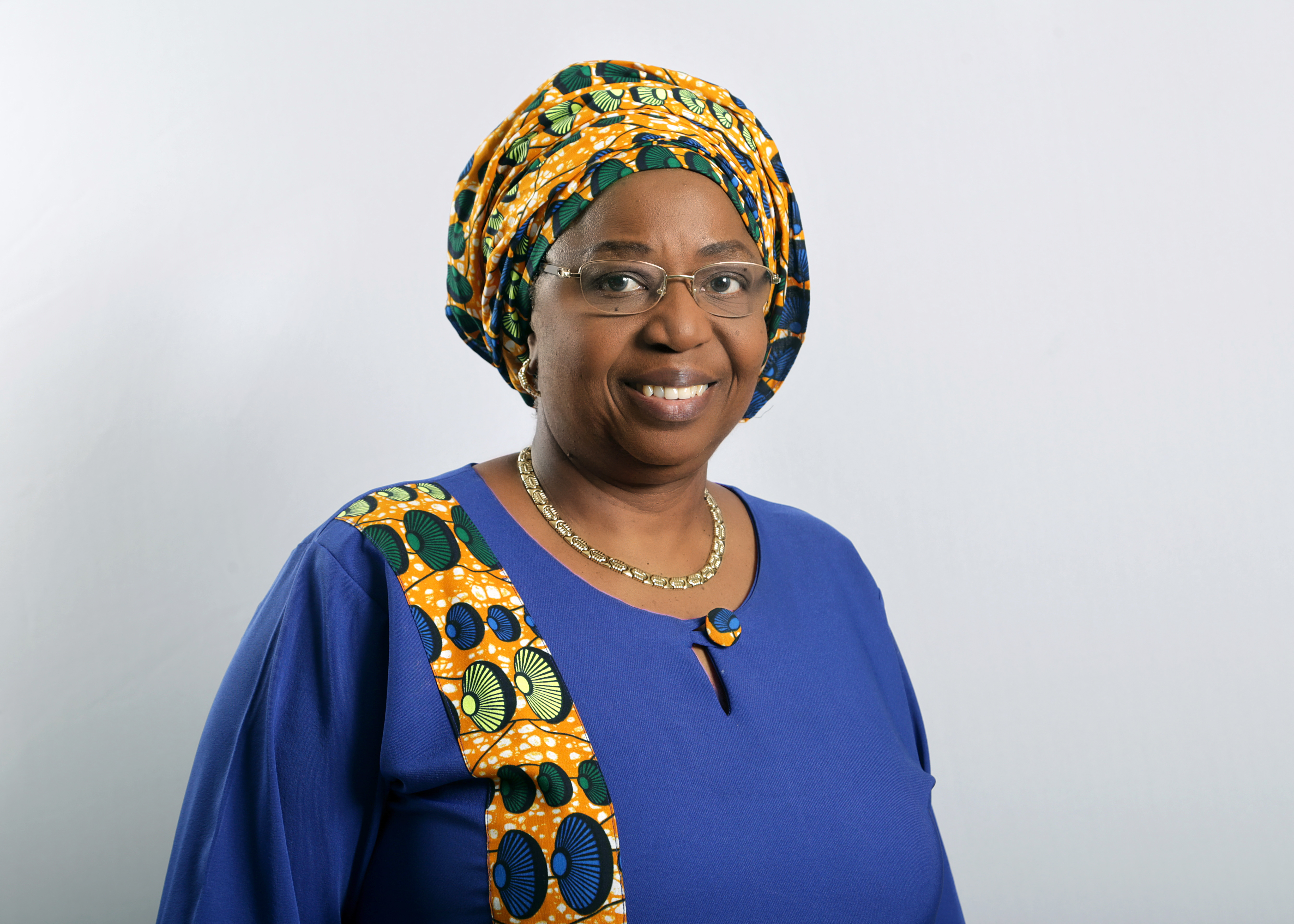
ajout d'images

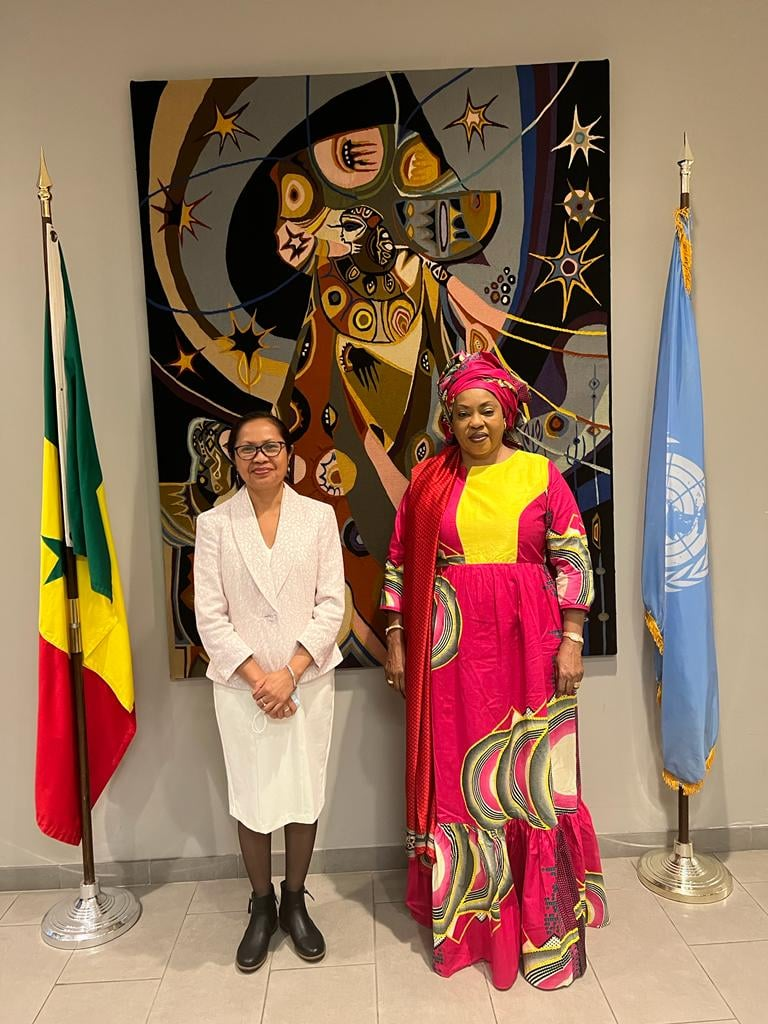
ajout d'image

Ces entités ont permis l’émergence de figures politiques comme Ndèye Sali Diop Dieng, Fatoumata Ndiaye ou Awa Marie Coll Seck.

## Enjeux et critiques
Malgré leur rôle actif, ces structures sont parfois critiquées pour leur manque d’autonomie et leur position subordonnée aux directions masculines des partis. Certaines sont perçues comme de simples outils électoraux, mobilisant les femmes sans leur accorder un réel pouvoir décisionnel.
D’autres voix y voient toutefois un levier de transformation sociale et politique pour les femmes au Sénégal.